# Raed Ibrahim Saleh
Raed Ibrahim Saleh Haikal Al-Mukhaini (arab. رائد إبراهيم صالح هيكل المخيني; ur. 9 czerwca 1992 w Salali) – omański piłkarz grający na pozycji prawego pomocnika. Od 2017 jest zawodnikiem klubu Valletta FC.

## Kariera piłkarska
Swoją karierę piłkarską Saleh rozpoczął w klubie Al-Orouba SC, w którym w 2010 roku zadebiutował w pierwszej lidze omańskiej. W debiutanckim sezonie wywalczył z nim wicemistrzostwo Omanu oraz zdobył Puchar Omanu. W 2013 roku odszedł do klubu Fanja SC. w sezonie 2013/2014 zdobył z nim puchar kraju oraz został jego wicemistrzem. W sezonie 2014/2015 ponownie sięgnął po wicemistrzostwo, a w sezonie 2015/2016 - po tytuł mistrzowski. W sezonie 2016/2017 grał w Dhofar Salala, z którym wywalczył mistrzostwo kraju.
Latem 2017 Saleh przeszedł do Valletty FC. Swój debiut w tym klubie zaliczył 19 sierpnia 2017 w wygranym 1:0 domowym meczu z Mostą FC. W sezonie 2017/2018 został z Vallettą mistrzem Malty.

## Kariera reprezentacyjna
W reprezentacji Omanu Saleh zadebiutował 27 maja 2012 w zremisowanym 1:1 towarzyskim meczu z Libanem. W 2015 roku został powołany do kadry na Puchar Azji 2015, a w 2019 na Puchar Azji 2019.